# Šrobárová
Šrobárová (in ungherese Szilasháza) è un comune della Slovacchia facente parte del distretto di Komárno, nella regione di Nitra.